# Cartomagia

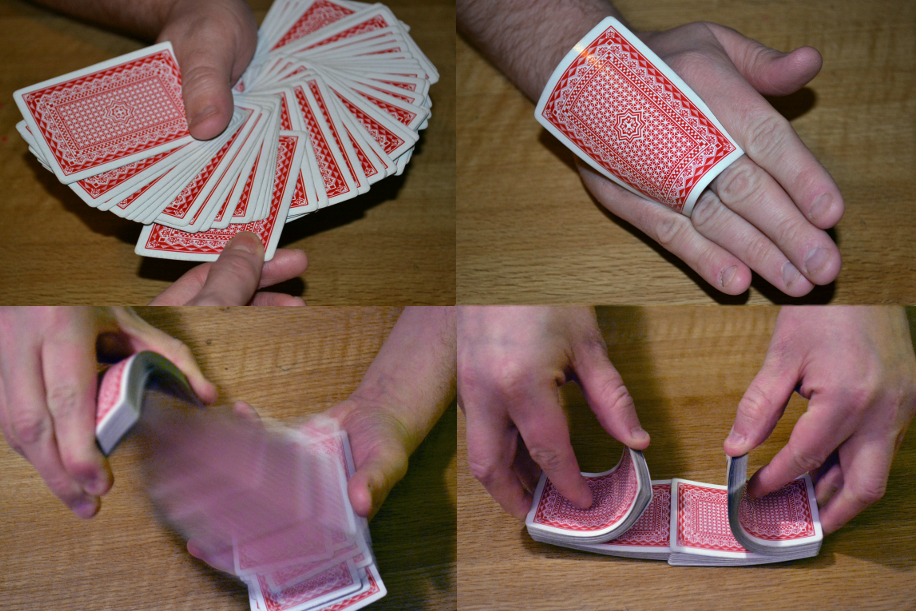
Truco con cartas.

La cartomagia es la rama de la magia que se ocupa de crear efectos utilizando técnicas de juego de manos que involucran naipes. La manipulación de cartas se usa a menudo en actuaciones mágicas, especialmente en primeros planos, de salón y de magia callejera. Es la rama de la magia de cerca cuyo elemento central son las cartas de la baraja. Es una de las ramas de la magia más desarrolladas y extendidas y sobre la que existe más literatura producida.
El juego básico es el de tomar una carta, perderla en la baraja y ser adivinada posteriormente por el mago. Pero hoy en día existen miles de efectos y juegos diferentes de alto nivel tales como predicciones, transposiciones, desapariciones, ordenaciones, jugadas de póquer (o de cualquier otro juego), lectura de pensamiento, coincidencias y transformaciones, todo ello con cartas de diversos tipos y tamaños y cuyo objetivo último es provocar el asombro del público. 
Entre los grandes cartomagos de la historia se pueden citar a Dai Vernon, René Lavand, Tony Slydini, Ricky Jay, Stéfano Fiorani y entre los españoles cabe destacar a los campeones mundiales Arturo de Ascanio, Juan Tamariz, Pepe Carrol y Miguel Puga. Antes de ser mundialmente famoso por sus fugas, Houdini se autoproclamó como "El rey de las cartas".